# Gabriel Ier Báthory
 (décembre 2019).
Si vous disposez d'ouvrages ou d'articles de référence ou si vous connaissez des sites web de qualité traitant du thème abordé ici, merci de compléter l'article en donnant les références utiles à sa vérifiabilité et en les liant à la section « Notes et références ».
Gabriel Ier  Báthory de Somlyó (en hongrois : somlyói Báthory Gábor), né le 15 août 1589 à Nagyvárad et mort le 27 octobre 1613 dans cette même ville, est prince de Transylvanie de 1608 à 1613 et dernier souverain issu de la famille Báthory.

## Biographie
Fils du joupan du comitat de Kraszna István Báthory (1553–1601) et de la baronne Zsuzsanna Bebek de Pelsőc († 1595), Gabriel Ier Báthory est le neveu du cardinal André Báthory, éphémère prince de Transylvanie.
Né à Nagyvárad en 1589, il est élu à son tour prince de Transylvanie le 7 mars 1608 après l’abdication de Sigismond II Rákóczi. Après avoir vaincu le prince Radu X Șerban en janvier et février 1611, il occupe la principauté de Valachie pendant un an. Il se rendit tellement odieux que ses sujets le déposèrent en septembre-octobre 1613 au profit de Gabriel II Bethlen. Il mourut assassiné le 27 octobre de la même année. Après Gabriel, sa famille cesse de diriger la principauté.